# Halothermothrix
Halothermothrix è un genere di batterio appartenente alla famiglia delle Halanaerobiaceae.